# عبد الكريم العكلوك
عبد الكريم عبد العزيز إبراهيم العكلوك (أبو العبد؛ 21 نوفمبر 1937 – 28 أبريل 1995) سياسي فلسطيني، كان أحد أبرز شخصيات الثورة الفلسطينية المعاصرة، وأحد أعضاء ومؤسسي حركة التحرير الوطني الفلسطيني "فتح"، وأول رئيس لهيئة الرقابة العامة الفلسطينية.

## نشأته وتحصيله العلمي
وُلِدَ عبد الكريم عبد العزيز إبراهيم العكلوك في مدينة دير البلح في قطاع غزة بتاريخ 21 نوفمبر 1937. أنهى عام 1956 دراسته الثانوية ثم غادر إلى مصر والتحق بجامعة عين شمس التي حصل منها على درجة البكالوريوس في تخصص علم الاجتماع.

## حياته السياسية
سافر إلى الجزائر حيث عمل فيها مدرسًا ثم ترك مهنة التدريس ليتفرغ للعمل السياسي في مكتب حركة فتح في الجزائر برفقة خليل الوزير، وعين عام 1964 ممثلًا لحركة فتح في جمهورية الصين الشعبية، ثم عاد إلى دمشق التي شارك منها عام 1965 في الانطلاقة الأولى لحركة فتح.
بعد مقتل النقيب يوسف عرابي في مايو 1965 اعتقلته السلطات السورية في دمشق برفقة كافة قيادة حركة فتح في سوريا وهم ياسر عرفات وخليل الوزير ومختار بعباع وممدوح صيدم وزكريا عبد الرحيم، وبعد ثلاثة أشهر أفرجت السلطات السورية عنهم في حين أفرجت عن العكلوك بعد خمسة أشهر من اعتقاله.
تولى منصب أمين سر حركة فتح إقليم سوريا منذ عام 1967 وحتى عام 1969، وتولى مسؤولية المنظمات الشعبية في الحركة منذ عام 1970 وحتى عام 1989، كما كان من مؤسسي مكتب التعبئة والتنظيم لحركة فتح.
كان عضوًا في المجلس الثوري لحركة فتح، وعضوًا في المجلس المركزي الفلسطيني والمجلس الوطني الفلسطيني، وانتخب كأول رئيس للجنة الرقابة الحركية وحماية العضوية في حركة فتح.
عام 1989 عيّنه رئيس اللجنة التنفيذية لمنظمة التحرير الفلسطينية ياسر عرفات مستشارًا له لشؤون الاتحادات والنقابات.
عقب تأسيس السلطة الوطنية الفلسطينية عام 1994 عاد العكلوك إلى فلسطين لأول مرة منذ خروجه منها، وفي 30 سبتمبر 1994 عينه الرئيس الفلسطيني ياسر عرفات رئيسًا لهيئة الرقابة العامة الفلسطينية واستمر في منصبه حتى وفاته وهو على رأس عمله.

## وفاته
توفي عبد الكريم العكلوك بتاريخ 28 أبريل 1995، وتكريمًا له فقد افتتحت مدرسة تحمل اسمه في قطاع غزة.